# Pseudobactrocerus fasciculatus
Pseudobactrocerus fasciculatus es una especie de coleóptero de la familia Anthicidae.

## Distribución geográfica
Habita en Guatemala.